# Haddhunmathiatollen
Haddhunmathiatollen är en atoll i Maldiverna. Den ligger i den södra delen av landet, mellan 230 och 265 kilometer söder om huvudstaden Malé. Den täcker samma område som den administrativa atollen Laamu.
Den består av 82 öar, varav 11 är bebodda: Dhanbidhoo, Fonadhoo, Gaadhoo, Gan, Hithadhoo, Isdhoo (med samhället Kalaidhoo), Kunahandhoo, Maabaidhoo, Maamendhoo, Maavah och Mundoo.